# Мургаб (смт)
Мургаб (тадж. Мурғоб) — селище міського типу в Таджикистані, центр Мургабського району Горно-Бадахшанської області. Статус смт з 2019 року.

## Історія
У 1892-1893 роках на місці сучасного міста розташовувалося укріплення під назвою Шаджанський пост, яким командував капітан Генерального штабу П. А. Кузнєцов. Однак довгий час вважалося, що Мургаб був заснований у 1893 році як головний російський форпост на Памірі, відомий як Памірський пост. Його будівництвом керував військовий інженер штабс-капітан Серебренніков. 
За іншими, більш пізніми джерелами, місто було засноване 26 липня (за старим стилем — 13 липня) 1903 року як нові казарми російського укріплення на Памірі під назвою «Памірський пост», який до того знаходився в кишлаку Куні Курган. Будівництвом цього укріплення керував військовий інженер підполковник Микола Микитович Мойсеєв, який діяв під керівництвом начальника Памірського загону капітана А. Є. Снесарьова. 
Сучасне місто Мургаб було побудоване в період радянської влади в Таджикистані як зупинка відпочинку вздовж Памірського шосе. Старий радянський військовий форпост закрився у 2002 році.

## Географія
Лежить на висоті близько 3631 метра над рівнем моря на схід від Пшартського хребта у середній течії річки Бартанг.

### Клімат
Село знаходиться у зоні так званої «гірської тундри», котра характеризується кліматом арктичних пустель. Найтепліший місяць — липень із середньою температурою 8.7 °C (47.7 °F). Найхолодніший місяць — січень, із середньою температурою -18.7 °С (-1.7 °F).
| Клімат Мургаба          | Клімат Мургаба | Клімат Мургаба | Клімат Мургаба | Клімат Мургаба | Клімат Мургаба | Клімат Мургаба | Клімат Мургаба | Клімат Мургаба | Клімат Мургаба | Клімат Мургаба | Клімат Мургаба | Клімат Мургаба | Клімат Мургаба |
| Показник                | Січ.           | Лют.           | Бер.           | Квіт.          | Трав.          | Черв.          | Лип.           | Серп.          | Вер.           | Жовт.          | Лист.          | Груд.          | Рік            |
| Середня температура, °C | −18,7          | −16,8          | −9,9           | −2,7           | 0,8            | 5,1            | 8,7            | 8,5            | 4              | −2,2           | −9             | −14,7          | −3,9           |
| Норма опадів, мм        | 27.6           | 29.4           | 40.2           | 38.4           | 45.1           | 28.4           | 22             | 19.9           | 10.9           | 22.8           | 29.4           | 33.6           | 347.7          |
| Днів з опадами          | 6,6            | 7,7            | 8,7            | 9              | 11             | 9              | 8,4            | 6,5            | 5              | 4,9            | 4,6            | 5,7            | 87,1           |
| Вологість повітря, %    | 59.5           | 60.2           | 56             | 52             | 50.1           | 43.1           | 43.4           | 44.8           | 43.5           | 45.9           | 49.7           | 56.3           | 50.4           |
| ----------------------- | -------------- | -------------- | -------------- | -------------- | -------------- | -------------- | -------------- | -------------- | -------------- | -------------- | -------------- | -------------- | -------------- |
| Джерело: Weatherbase    |                |                |                |                |                |                |                |                |                |                |                |                |                |

## Населення
Кількість населення по даним на 2022 рік - 8500 осіб. 
| 2010 | 2015 | 2021 | 2022 |
| ---- | ---- | ---- | ---- |
| 6365 | 7468 | 8400 | 8500 |

## Транспорт
- Через Мургаб проходить Памірське шосе

## Галерея

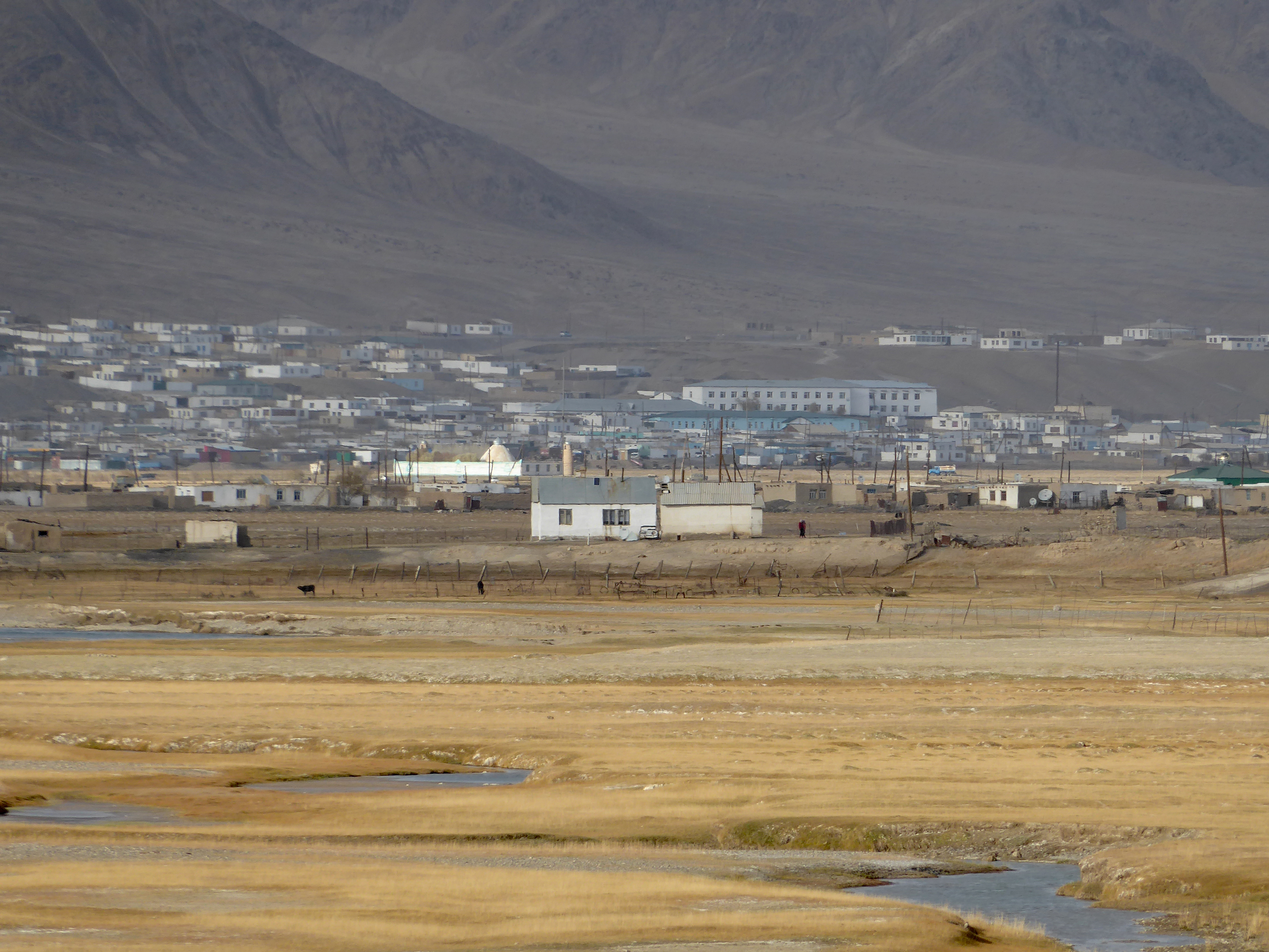
Вид на місто
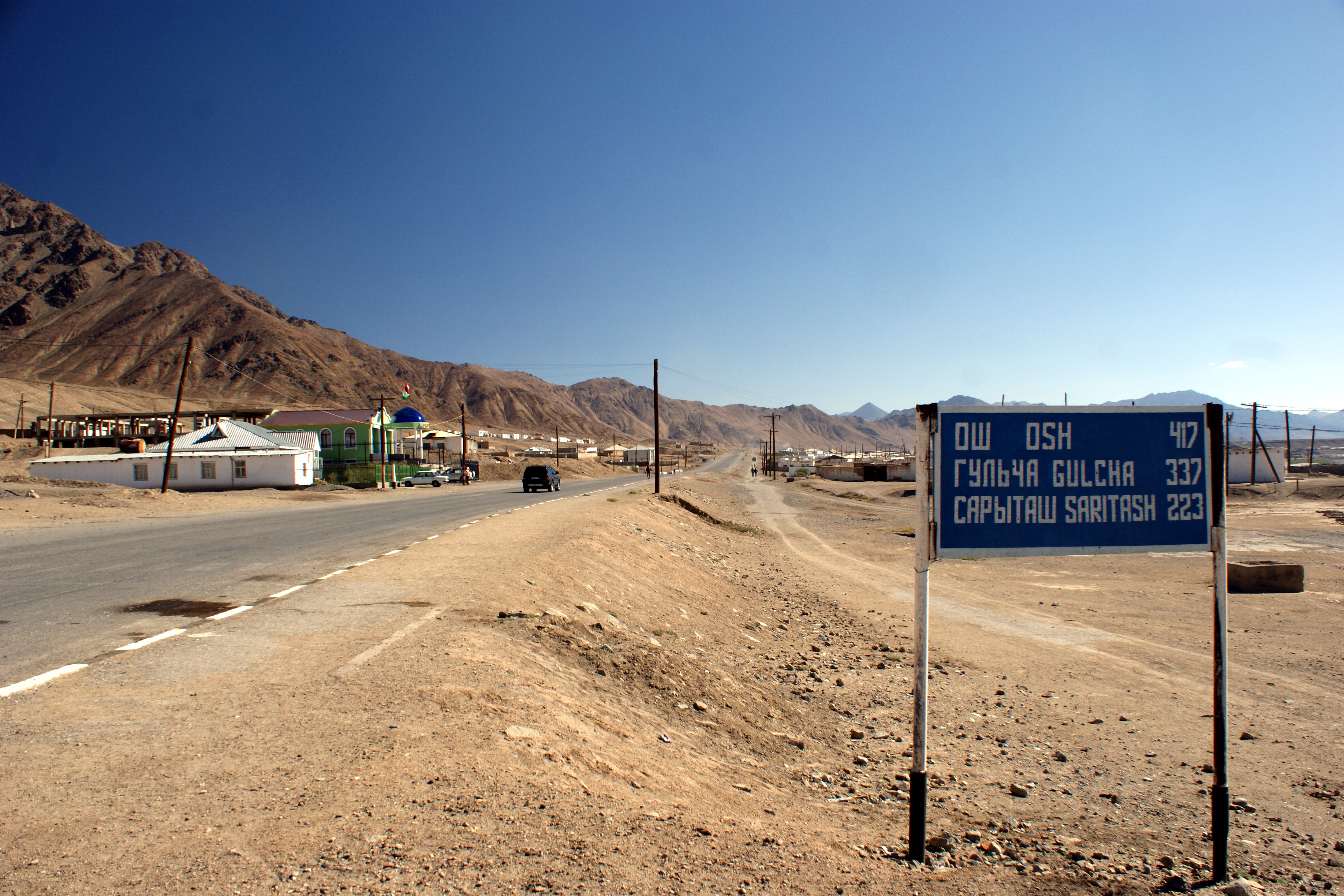
В'їзд і місто
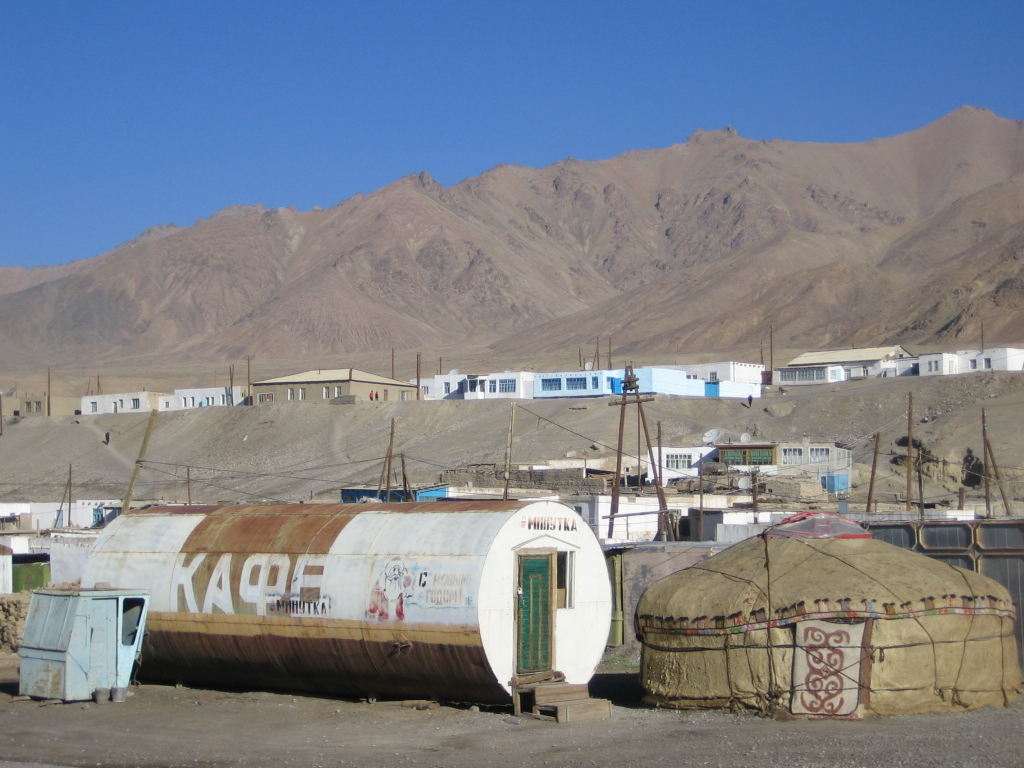
Кафе на ринку Мургаба
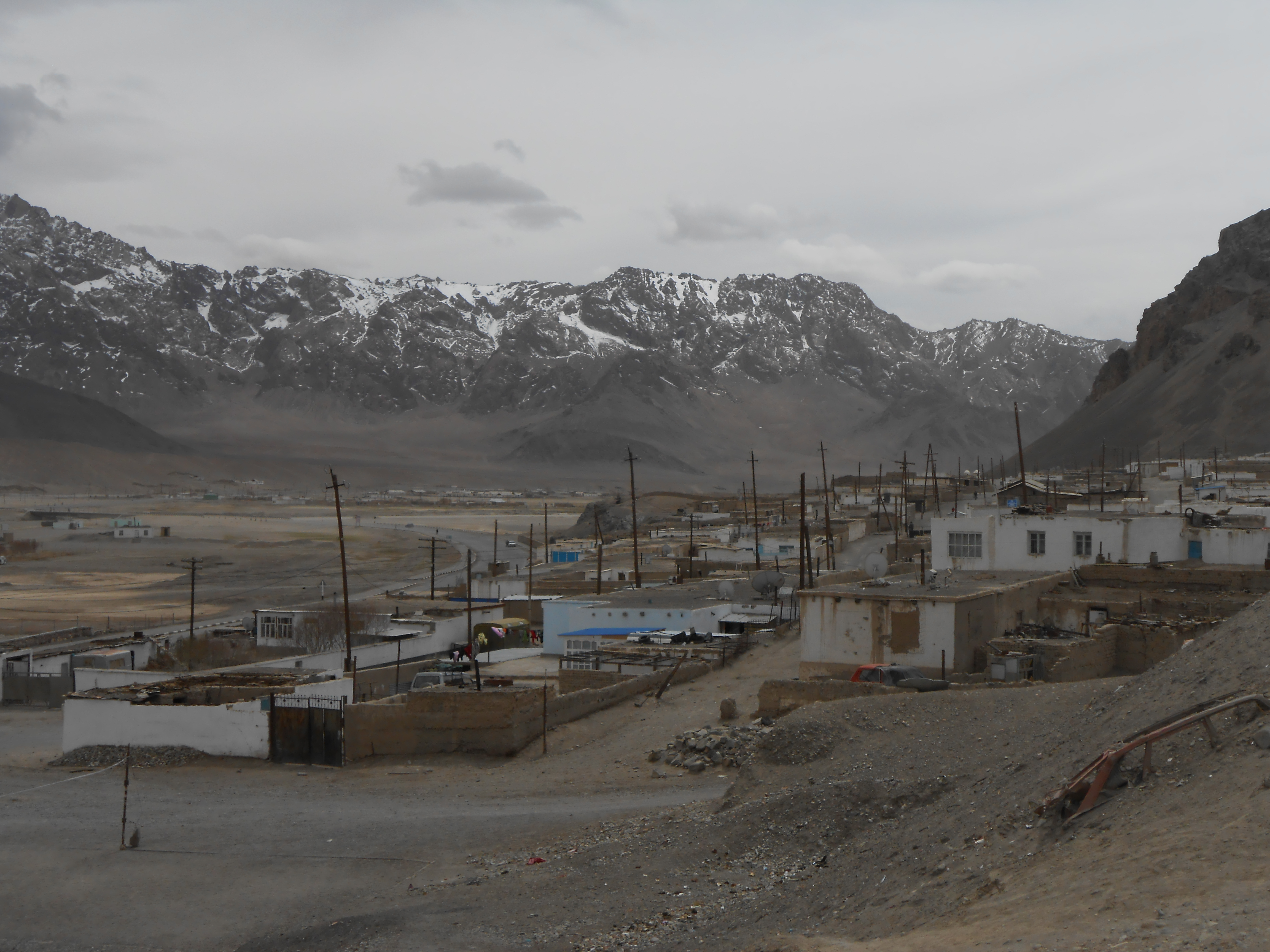
Вид на місто
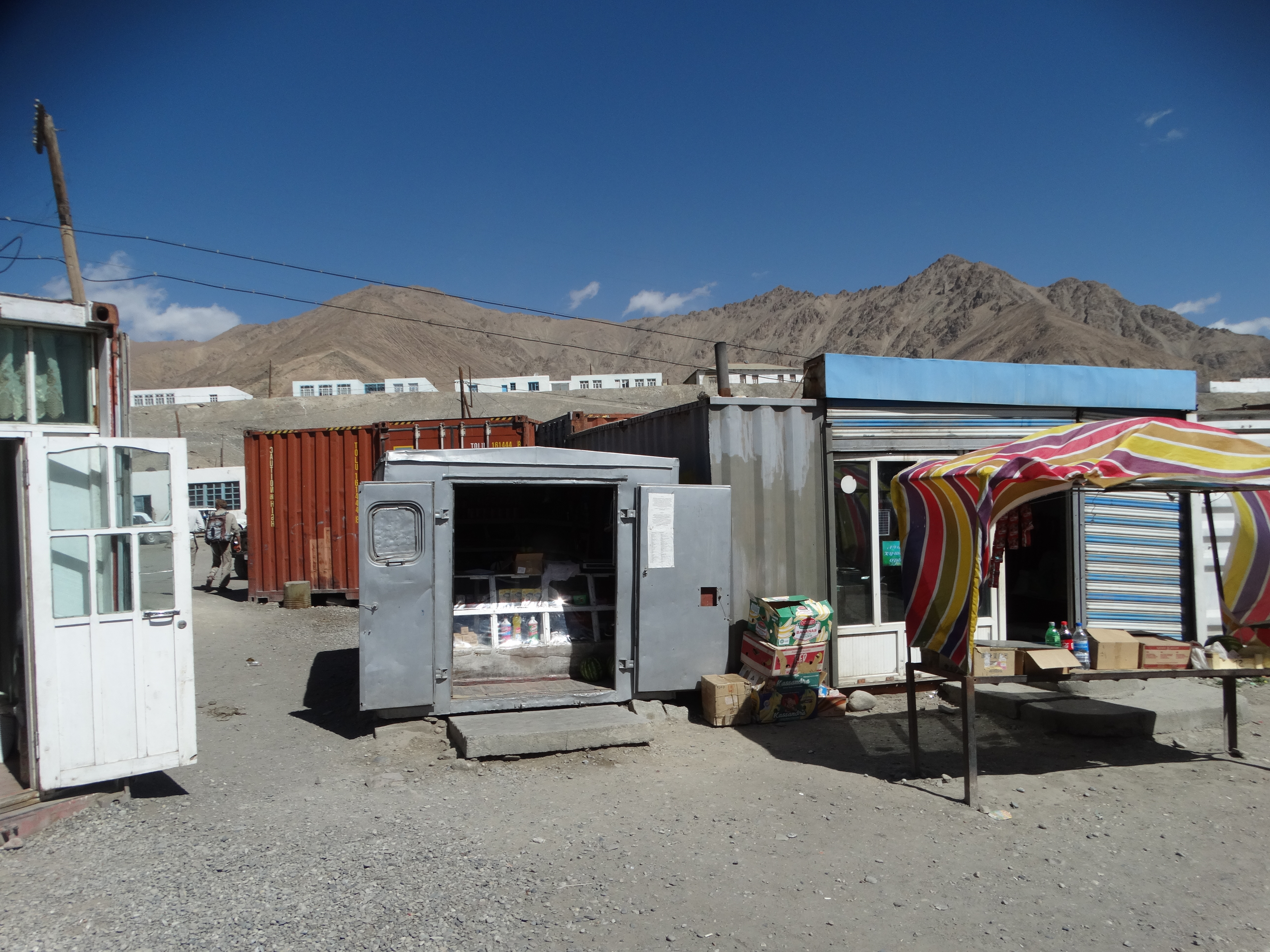
Ринок